# Antoni Adamiuk
Antoni Władysław Adamiuk (ur. 18 grudnia 1913 w Old Forge, zm. 25 stycznia 2000 w Opolu) – polski duchowny rzymskokatolicki, biskup pomocniczy opolski w latach 1970–1989, od 1989 biskup pomocniczy senior diecezji opolskiej.

## Życiorys
Urodził się 18 grudnia 1913 w Old Forge (Pensylwania, Stany Zjednoczone) w rodzinie emigrantów, która następnie osiadła w Maksymówce koło Zbaraża. W latach 1925–1933 kształcił się w II Państwowym Gimnazjum im. Juliusza Słowackiego w Tarnopolu, gdzie złożył egzamin dojrzałości. W latach 1933–1939 odbył studia filozoficzno-teologiczne na Wydziale Teologicznym Uniwersytetu Jana Kazimierza, które ukończył z magisterium z teologii, i zdobywał formację kapłańską w Arcybiskupim Wyższym Seminarium Duchownym we Lwowie. Na prezbitera został wyświęcony 18 czerwca 1939 w archikatedrze Wniebowzięcia Najświętszej Maryi Panny we Lwowie przez miejscowego arcybiskupa metropolitę Bolesława Twardowskiego.
Od sierpnia 1939 pracował jako wikariusz i katecheta w parafii św. Stanisława Biskupa w Busku, skąd pod koniec maja 1944 razem z wiernymi został wypędzony przez Sowietów. Osiadł w Strzelcach Wielkich, gdzie od czerwca 1944 do maja 1945 był rezydentem przy miejscowej parafii. Następnie przez Wrocław i Bytom udał się do Głubczyc na Śląsku Opolskim. Tam nauczał religii, świadczył też pomoc duszpasterską w parafiach Podwyższenia Krzyża Świętego w Klisinie i św. Jadwigi w Szonowie, a w latach 1946–1957 piastował stanowisko dziekana dekanatu głubczyckiego. W latach 1957–1970 pełnił funkcję diecezjalnego wizytatora nauki religii. Kierował wydziałem katechetycznym, był referentem ds. sztuki i budownictwa kościelnego, egzaminatorem prosynodalnym i cenzorem ksiąg religijnym. W latach 1961–1970 sprawował urząd kanclerza kurii diecezjalnej. W 1962 został obdarzony godnością szambelana papieskiego.
W latach 1958–1978 w Wyższym Seminarium Duchownym Śląska Opolskiego w Nysie prowadził wykłady z pedagogiki i katechetyki.
6 czerwca 1970 został prekonizowany biskupem pomocniczym Administracji Apostolskiej Śląska Opolskiego ze stolicą tytularną Ala Miliaria. Święcenia biskupie otrzymał 5 lipca 1970 w prokatedrze Podwyższenia Krzyża Świętego w Opolu. Udzielił mu ich biskup Franciszek Jop, administrator apostolski „ad nutum Sanctae Sedis” w Opolu, któremu asystowali Ignacy Tokarczuk, biskup diecezjalny przemyski, biskup Jan Nowicki, administrator apostolski w Lubaczowie, i Wacław Wycisk, biskup pomocniczy opolski. Jako zawołanie biskupie przyjął słowa „Fiat voluntas Tua” (Bądź wola Twoja). W latach 1970–1989 sprawował urząd wikariusza generalnego. W kurii biskupiej zajmował się sprawami duszpasterstwa ludzi pracy i rolników oraz kwestiami wydawniczymi, pod jego kuratelą znajdował się nyski rejon duszpasterski. Z ramienia kurii kontaktował się z przedstawicielami władzy państwowej. Od września 1980 był kapelanem „Solidarności”, w stanie wojennym odprawiał nabożeństwa w intencji ojczyzny i Jana Pawła II, występował do władz wojewódzkich w obronie represjonowanych, był współzałożycielem komitetu pomocy internowanym przy kurii opolskiej. 2 września 1989 została przyjęta jego rezygnacja z obowiązków biskupa pomocniczego diecezji opolskiej.
W Episkopacie Polski należał do Komisji ds. Duszpasterstwa Ludzi Pracy, Komisji ds. Trzeźwości i Komisji Katechetycznej. W 1977 był współkonsekratorem podczas sakry biskupa diecezjalnego opolskiego Alfonsa Nossola.
Zmarł 25 stycznia 2000 w Opolu. 28 stycznia 2000 został pochowany na cmentarzu Ojców Franciszkanów na Górze Świętej Anny.

## Odznaczenia
W 1996 został odznaczony Srebrnym Medalem „Solidarności”.